# Alcidedorbignya
Alcidedorbignya — вимерлий пантодонтний ссавець, відомий з раннього палеоцену (65.5–61.7 Ma) з формації Санта-Лючія, Кочабамба, Болівія.
Назва роду вшановує французького натураліста Алсида д'Орбіньї.

## Опис
Орієнтовна довжина голови й тіла 25 см і вага 500 грамів, це була невелика тварина розміром з вивірку, наземна тварина з можливими сканзоріальними звичками, яка була травоїдною або всеїдною.
Alcidedorbignya — один із найстаріших і найпримітивніших пантодонтів і єдиний рід пантодонтів, відомий у Південній Америці. Мало того, що деякі вчені поставили під сумнів вік місцевості типу, натомість відстоюючи азійське походження пантодонтів, голе існування Алькідедорбіньї приховує походження і без того загадкових пантодонтів. Таксономічні подібності вказують на те, що в ранньому палеоцені відбувся обмін ссавцями між Північною та Південною Америкою, а північноамериканський пантодонт Pantolambda є потенційним нащадком Alcidedorbignya.